# Паугунрі
Паугунрі (кит.: 堡洪里峰, англ. Pauhunri) — гора у масиві Донгкая-Груп, гірської системи східних Гімалаїв, на кордоні Південної та Східної Азії, висотою — 7128 метри. Розташована на кордоні штату Сіккім (Індія) та Тибету (Китай).

## Географія
Вершина розташована у гірському масиві Донгкая-Груп, в східній частині Гімалаїв (у східному гімалайському головному хребті), на кордоні індійського штату Сіккім та китайського Тибетського автономного району, за 75 км на північний-схід від найближчого восьмитисячника Канченджанґа (8586 м). Вершина лежить на вододілі між верхів'ями Брахмапутри та Тіста, яка впадає у нижню течію Брахмапутри. Східні схили Паугунрі лежать у Тибеті і спускаються до тибетського озера. З іншого боку, західні схили вершини розташовані в Сіккімі і утворюють верхів'я річки Лачен-Чу, правої притоки річки Тіста.
Абсолютна висота вершини 7128 метрів над рівнем моря. Відносна висота — 2035 м. За цим показником вершина займає 26-те місце серед Ультра-піки Гімалаїв. Топографічна ізоляція вершини відносно найближчої вищої гори Кірат Чулі (7365 м), становить 66,43 км. Найвище сідло вершини, відносно якого вимірюється її відносна висота — 5093 м.

## Підкорення
Паугунрі вперше була підкорена 14 червня 1911 року шотландським альпіністом Олександром Келласом в супроводі двох шерпів (відомі тільки їх імена: "Соні" та "брат Туні"), як з'ясувалося лише через 80 років, вони встановили світовий рекорд підкорення вершини, який був побитий тільки у 1928 році при підкорені Піку Кауфмана (з 2006 року — Пік Абу Алі ібн Сіни). Маршрут сходження вів з тибетської сторони через північно-східну стіну до вершини.